# Atletica leggera ai XVIII Giochi panamericani - Salto in lungo maschile
La specialità del salto in lungo maschile dei XVIII Giochi panamericani si è svolta il 7 agosto 2019 all'Estadio Atlético de la Villa Deportiva Nacional di Lima, in Perù.
La gara è stata vinta dal cubano Juan Miguel Echevarría, che ha preceduto il giamaicano Tajay Gayle (argento) e l'uruguaiano Emiliano Lasa (bronzo).

## Situazione pre-gara
Prima di questa competizione, il record del mondo (WR) e il record dei Giochi pamericani (RG) erano i seguenti.
| Record            | Prestazione | Atleta                  | Data                                                | Competizione          |
| ----------------- | ----------- | ----------------------- | --------------------------------------------------- | --------------------- |
| Record mondiale   | 8,95 m      | Mike Powell Stati Uniti | 30 agosto 1991 Tokyo (Giappone)                     |                       |
| Record dei Giochi | 8,75 m      | Carl Lewis Stati Uniti  | 16 agosto 1987 Indianapolis (Stati Uniti d'America) | X Giochi panamericani |

## Programma
| Data          | Ora   | Evento |
| ------------- | ----- | ------ |
| 7 agosto 2019 | 15:35 | Finale |

## Risultati

### Finale
I risultati della competizione sono stati i seguenti.
| Class   | Nome                   | Nazione           | #1   | #2   | #3   | #4   | #5   | #6   | Mark | Note |
| ------- | ---------------------- | ----------------- | ---- | ---- | ---- | ---- | ---- | ---- | ---- | ---- |
| Oro     | Juan Miguel Echevarría | Cuba              | 8.09 | x    | 8.06 | 8.27 | 7.26 | x    | 8.27 | +0.3 |
| Argento | Tajay Gayle            | Giamaica          | 7.97 | 8.17 | 8.10 | x    | x    | x    | 8.17 | +0.3 |
| Bronzo  | Emiliano Lasa          | Uruguay           | 7.83 | 7.87 | x    | 7.87 | 7.70 | x    | 7.87 | +1.2 |
| 4       | Alexsandro Melo        | Brasile           | 7.77 | 7.70 | 7.66 | 7.63 | x    | 7.75 | 7.77 | +0.6 |
| 5       | Tyrone Smith           | Bermuda           | x    | x    | 7.74 | 7.34 | x    | –    | 7.74 | +1.2 |
| 6       | Trumaine Jefferson     | Stati Uniti       | x    | 7.66 | –    | –    | –    | –    | 7.66 | +1.0 |
| 7       | Andwuelle Wright       | Trinidad e Tobago | x    | 7.62 | 7.51 | 7.55 | 7.61 | x    | 7.62 | +0.5 |
| 8       | Adrian Riley           | Giamaica          | 7.57 | 7.36 | 7.25 | x    | 7.28 | x    | 7.57 | +0.8 |
| 9       | José Luis Mandros      | Perù              | 7.48 | 7.56 | x    |      |      |      | 7.56 | +0.5 |
| 10      | Quincy Breell          | Aruba             | x    | 7.17 | 7.33 |      |      |      | 7.33 | -0.1 |
| 11      | Emanuel Archibald      | Guyana            | 7.21 | 7.19 | 7.22 |      |      |      | 7.22 | +0.2 |
| 12      | Maykel Massó           | Cuba              | x    | 7.07 | 7.21 |      |      |      | 7.21 | -0.2 |
| 13      | Daniel Pineda          | Cile              | x    | 6.80 | 7.05 |      |      |      | 7.05 | +0.2 |